# 165
165 је била проста година.

## Догађаји
- Конзули: Луције Арије Пудент и Марко Гавије Орфит (обојица плебејци).
- Марко Аурелије је формирао 2. „италијанску“ легију.
- Духовни вођа Јудеје био је рабин Јехуда Ганоси, који је саставио Мишну.
- Почео је Маркомански рат.
- У Риму је дошло до епидемије „антонинске куге“ (вероватно великих богиња), против које се борио и описао Клаудије Гален.
- Епидемија у Италији. Мучеништво хришћанског философа Јустина (рођеног око 100), који је одбио да се клања паганским боговима.
- Циник Перегрин Протеј извршио је јавно самоспаљивање у Олимпији.
- Луције Вер командује походом на Партију.
- Римљани су поново заузели град Дура-Еуропос од Парта.
- У Осроену је свргнути краљ Ману VIII уклонио римског штићеника Ваела и вратио се на власт.
- Римски штићеник Сохемус постављен је на јерменски престо.:
- Први писани запис о усвајању будизма на царском двору у Кини је да је цар Хуангди приносио жртве Лао Цеу и Буди.

## Смрти
- Клаудије Птоломеј;
- Аникет;
- Апијан Александријски, антички историчар;
- Јустин Философ, свети мученик.